# Neoperla coronata
Neoperla coronata är en bäcksländeart som beskrevs av Peter Zwick 1988. Neoperla coronata ingår i släktet Neoperla och familjen jättebäcksländor. Inga underarter finns listade i Catalogue of Life.